# Yvan Le Quéré
Pour les articles homonymes, voir Quéré.
Yvan Le Quéré, né le 29 mai 1948 à Pabu (Côtes-du-Nord), est un footballeur français.
Il évolue comme attaquant à l'En avant de Guingamp tout en poursuivant sa carrière de professeur d'anglais.
Professeur d'anglais à Belle-Isle-en-terre, il termine sa carrière au lycée de Kernilien en 2011.
Cette même année il sort un livre intitulé Route 66, qui raconte ses débuts.